# 110-ті до н. е.

## Події

### Римська республіка
У 113 до н. е. розпочалися Югуртинська та Кімврська війна. 

### Китай
При владі знаходилася династія Хань.

### Інші
- Понтійське царство: правління царя Мітрідата VI;

## Діяльність
- Гай Марій, римський політичний діяч.